# 신강균의 뉴스 서비스 사실은
《신강균의 뉴스 서비스 사실은》은 대한민국 문화방송(MBC)에서 방영된 시사프로그램이다. 여러 언론사에서 쏟아지는 뉴스들을 분별할 수 있도록 돕기 위해 방송되었다. 이 프로그램의 후속으로 뉴스플러스 암니옴니라는 프로그램이 방영되었다.